# Hermenegildo J. Aldana
Hermenegildo J. Aldana är en ort i Mexiko.   Den ligger i kommunen Cosoleacaque och delstaten Veracruz, i den sydöstra delen av landet, 500 km öster om huvudstaden Mexico City. Hermenegildo J. Aldana ligger 42 meter över havet och antalet invånare är 2 308.
Terrängen runt Hermenegildo J. Aldana är platt. Runt Hermenegildo J. Aldana är det tätbefolkat, med 343 invånare per kvadratkilometer. Närmaste större samhälle är Minatitlán, 6,1 km öster om Hermenegildo J. Aldana. Omgivningarna runt Hermenegildo J. Aldana är en mosaik av jordbruksmark och naturlig växtlighet.